# Zlatá medaile Kongresu
Zlatá medaile Kongresu (anglicky Congressional Gold Medal‎) je spolu s Prezidentskou medailí svobody nejvyšší státní vyznamenání Spojených států amerických. 
Vyznamenání je udělováno civilistům od roku 1776, prvním jeho nositelem byl George Washington. V době založení bylo vyznamenání udělováno účastníkům války o nezávislost, britsko-americké války a mexicko-americké války. Dnes se medaile uděluje jednotlivcům nebo institucím za mimořádné zásluhy a úspěchy na poli bezpečnosti, rozvoje a propagace Spojených států. Nositeli se stávají zejména sportovci, hudebníci a astronauté.
Americké občanství není vyžadováno, mezi oceněnými jsou například Jan Pavel II. nebo Nelson Mandela.
Insignie Zlaté medaile Kongresu je ražena v Mincovně Spojených států a její design připomíná oceněnou osobu nebo instituci spolu s úspěchem, pro který byla medaile udělena. K udělení je potřeba souhlas alespoň 67 kongresmanů.
Prvním Čechem, který byl tímto vyznamenáním poctěn, byl polárník Dr. Václav Vojtěch. Medaili získal za práci v expedici admirála Byrda při dobytí jižního pólu v roce 1929 a současně se stal prvním Čechem, který vstoupil na antarktickou pevninu. 